# Pere Bertran
|  | Per a altres significats, vegeu «Pere Bertran i de Margarit». |

Pere Bertran (Regne de València, s. XIV - xv) fou un jurista valencià. Cap allà el 1397 havia estat al servei del Papa cismàtic Benet XIII d'Avinyó. El 1412, els vuit compromissaris que ja eren reunits a Casp el van elegir com a substitut del novè que encara no s'havia presentat per una suposada malaltia: Gener Rabassa, per la terna del Regne de València. De totes maneres al moment de votar el nou rei de la Corona d'Aragó es va abstenir excusant-se en haver arribat tard al Compromís i que per tant no havia tingut temps d'estudiar els drets de cada candidat al tron. Ferran d'Antequera va ser finalment elegit.